# Ranger Tab

Ranger Tab

La Ranger Tab è un distintivo militare degli Stati Uniti che viene assegnato a tutti i militari della Scuola Ranger alla fine del corso della durata di due mesi. L'addestramento viene svolto in piccole unità di fanteria e comprende il combattimento tattico nei boschi, in montagna, e le operazioni anfibie in palude.
Tutti i militari brevettatisi alla Scuola Ranger portano il distintivo (patch) sulla parte superiore della manica della spalla sinistra. Il distintivo viene portato per il resto della carriera anche dai soldati che non fanno parte dei Rangers.
Il simbolo assomiglia a quello delle Forze Speciali o del Genio.